# NRG Stadium
Das NRG Stadium ist ein Football-Stadion mit schließbarem Dach in der US-amerikanischen Stadt Houston im Bundesstaat Texas mit 71.500 Plätzen. Im NRG Stadium bestreitet das American-Football-Team der Houston Texans ihre Heimspiele in der National Football League (NFL).

## Geschichte
Am 9. März 2000 begannen die Bauarbeiten und rund zweieinhalb Jahre später am 24. August 2002 konnte die Einweihung gefeiert werden. Bis zum März 2014 trug die Arena den Namen Reliant Stadium. Reliant gehört zum Energieversorger NRG Energy, dem neuen Namensgeber. Das NRG Stadium ist neben dem NRG Astrodome unter anderem Teil des NRG Parks.
Hier fand am 1. Februar 2004 der Super Bowl XXXVIII statt, bei dem die New England Patriots die Carolina Panthers mit 32:29 besiegten. Bekannt wurde dieses Spiel allerdings vor allem durch den „Nipplegate-Skandal“, als während der Halbzeitpause ein für amerikanische Verhältnisse empörend freizügiger Blick auf die rechte Brust von Janet Jackson möglich wurde.
Die Live-CD/DVD der Gruppe Linkin Park Live in Texas wurde in diesem Stadion aufgenommen.
Am 5. April 2009 fand die WrestleMania 25 vor 72.744 Zuschauern im Reliant Stadium statt. Am 4. April 2011 fand das NCAA Basketball Championship Game im Reliant Stadium statt.
2017 wurde zum zweiten Mal der Super Bowl (Super Bowl LI) im Stadion der Houston Texans ausgetragen. Es siegten die New England Patriots gegen die Atlanta Falcons nach einem 28:28 in der regulären Spielzeit in der Verlängerung mit 34:28.  

## Galerie

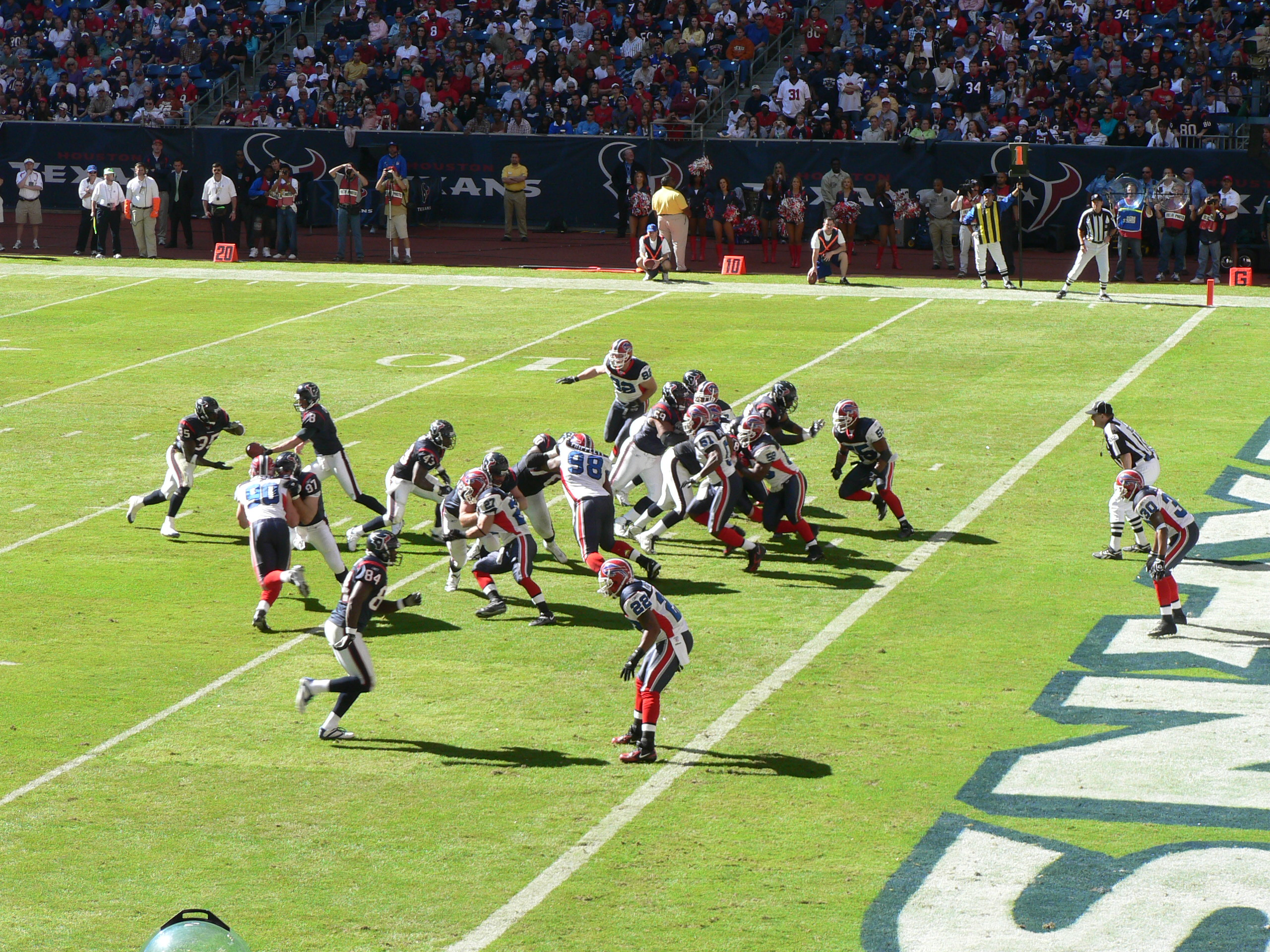
Spiel der Houston Texans bei geöffnetem Dach (2006)
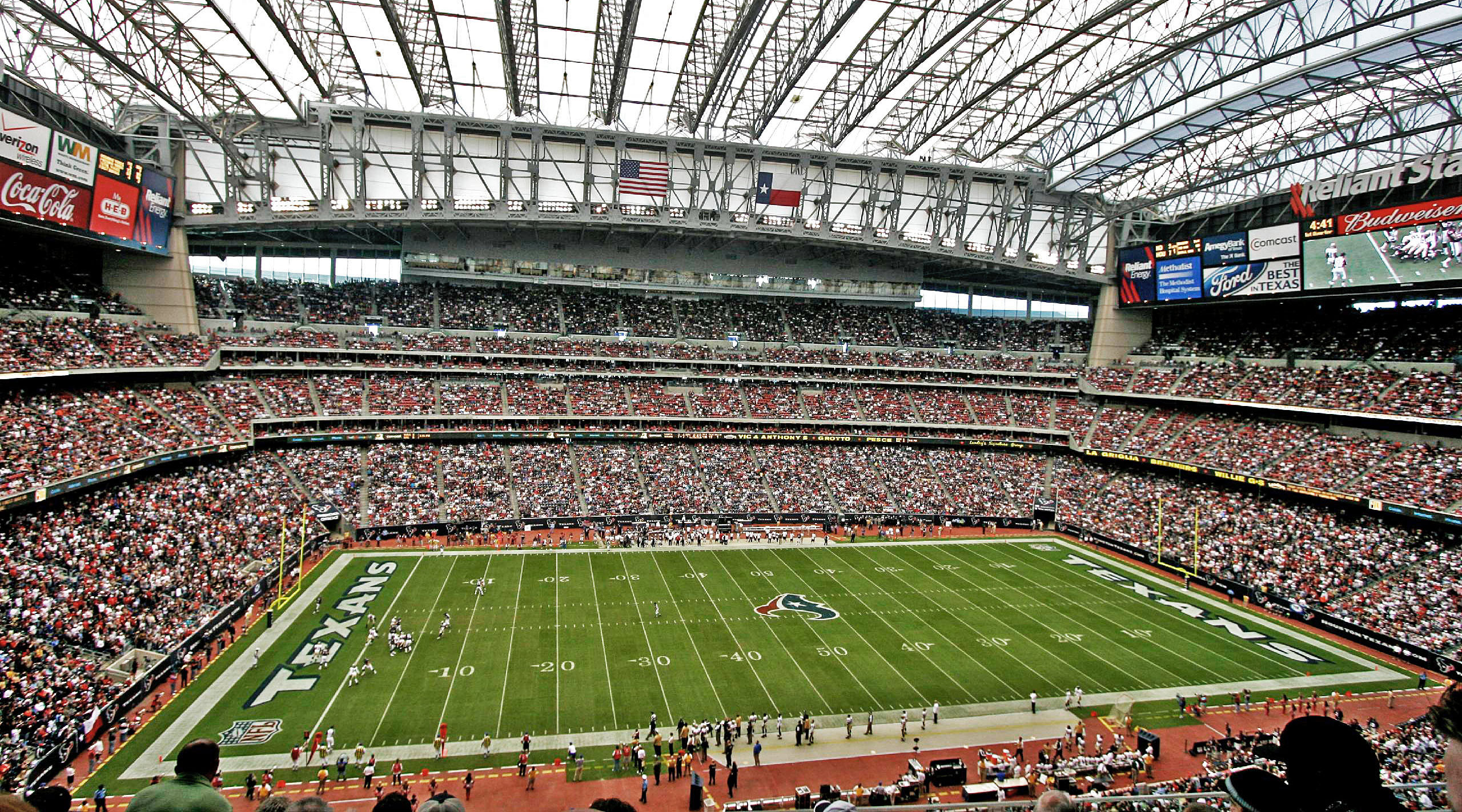
Innenraum (2007)
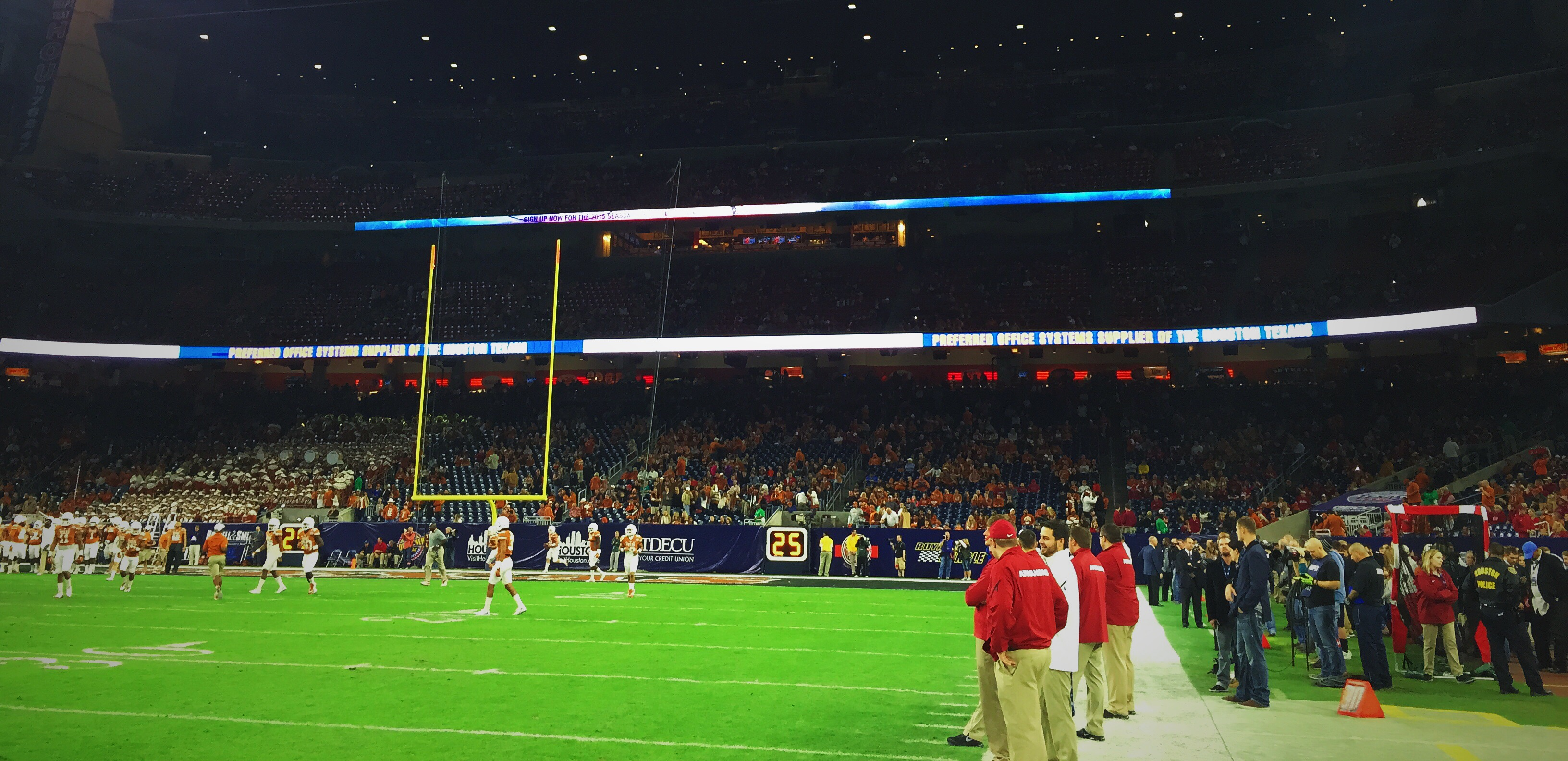
Eine der beiden großen Videowände im Stadion (2015)